# Emurena tripunctata
Emurena tripunctata är en fjärilsart som beskrevs av Druce 1884. Emurena tripunctata ingår i släktet Emurena och familjen björnspinnare. Inga underarter finns listade i Catalogue of Life.